# Uppsala

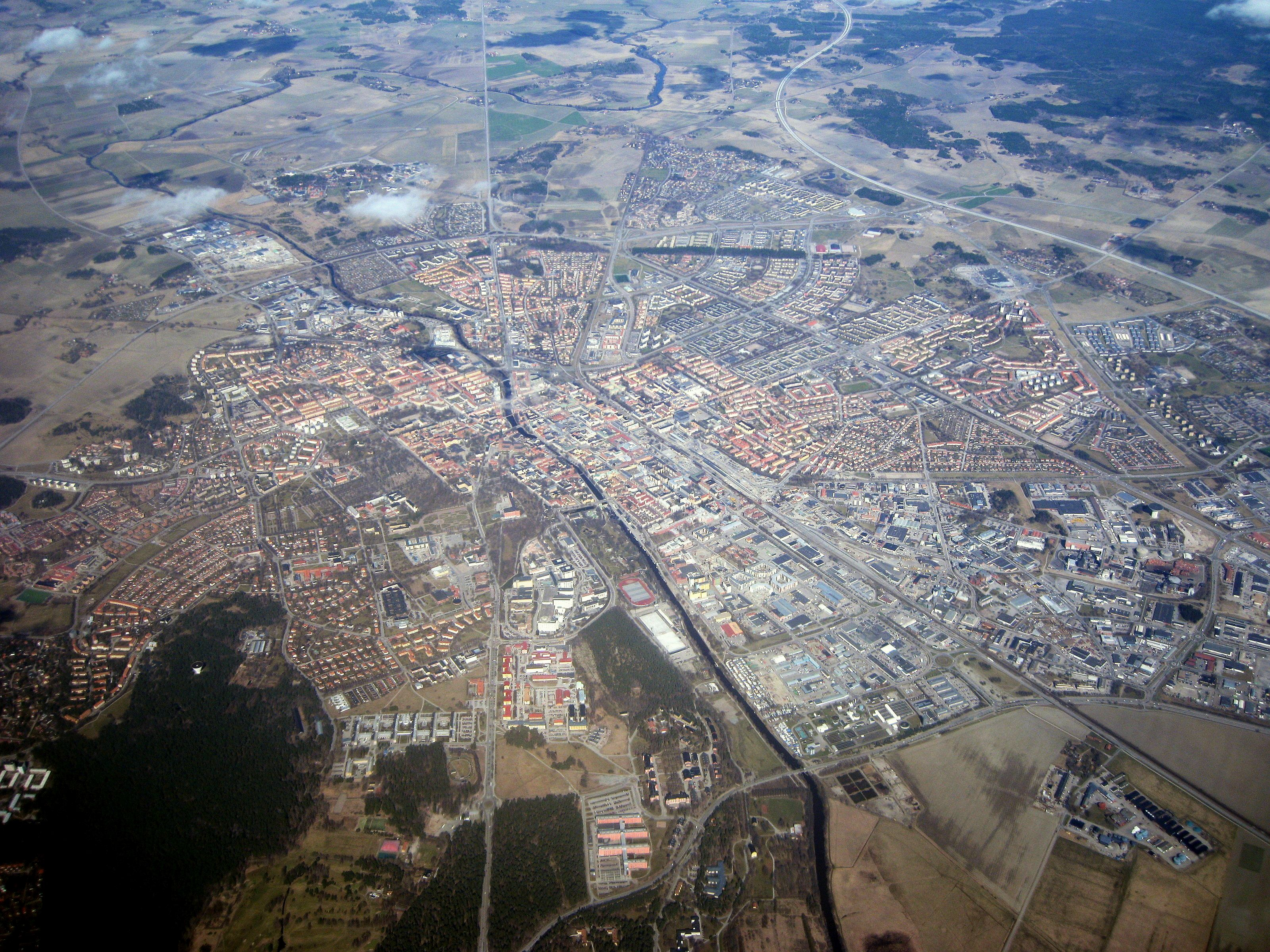
Zdjęcie lotnicze Uppsali

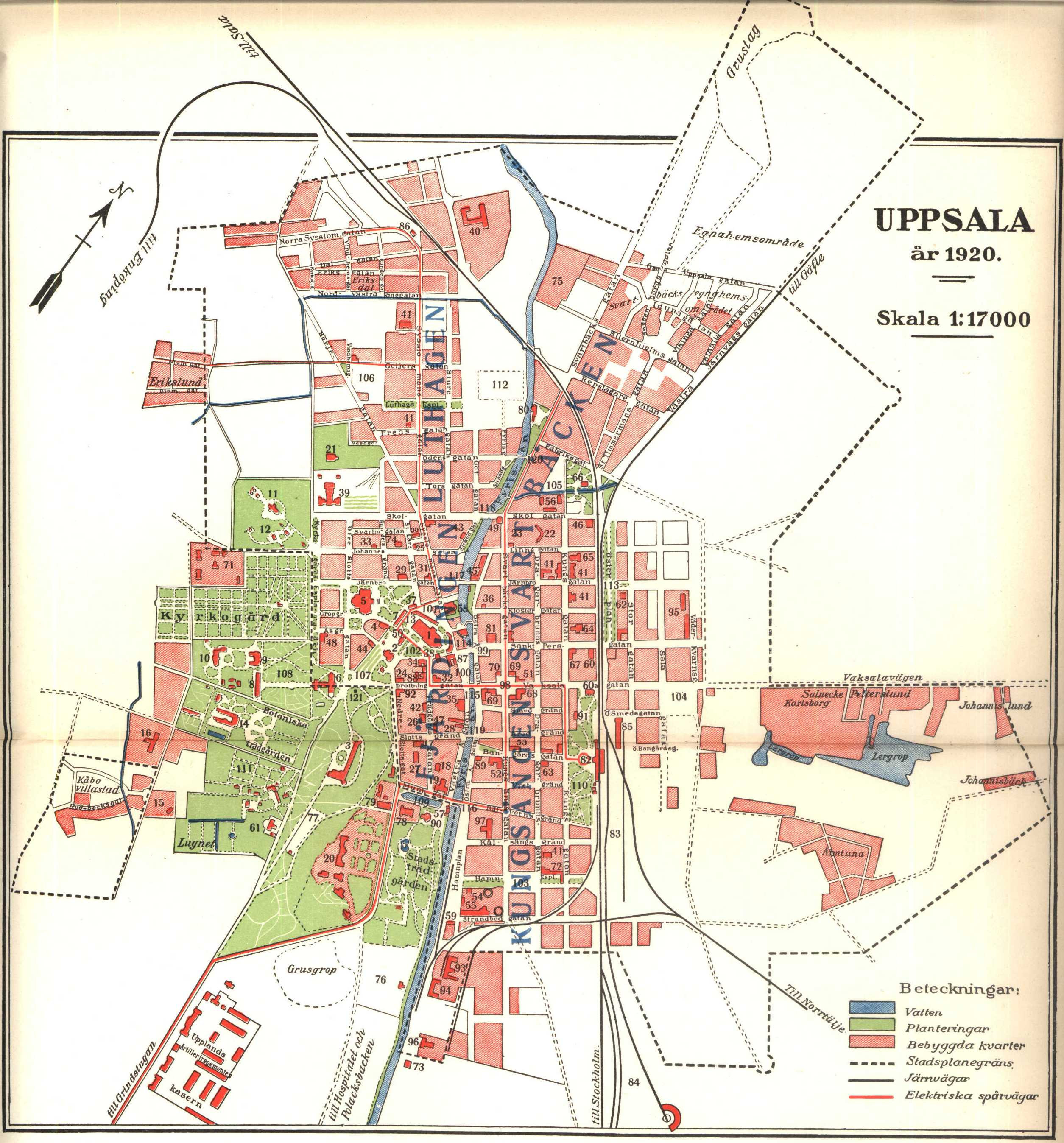
Uppsala w 1920 roku

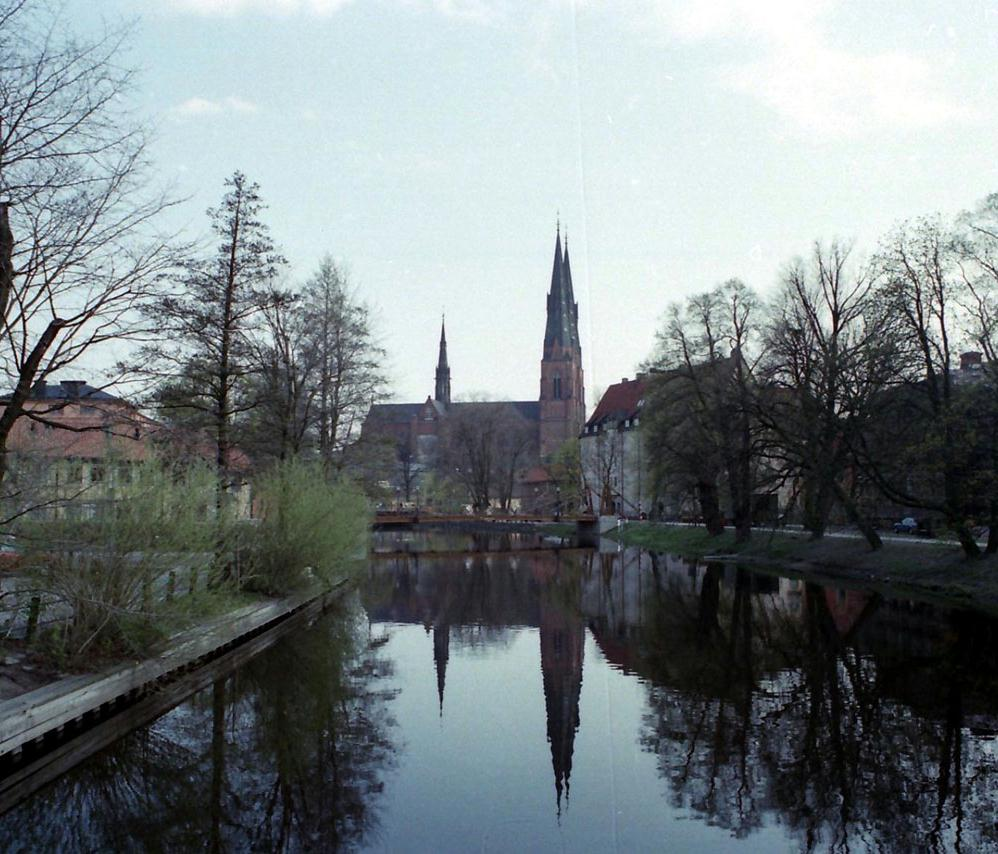
Fyrisån

Uppsala, do XIII wieku Östra Aros (starsza forma: Upsala) – miasto (tätort) w Szwecji, w prowincji historycznej (landskap) Uppland. Siedziba władz (residensstad) regionu administracyjnego (län) Uppsala. Ośrodek administracyjny (centralort) gminy Uppsala. Do 1970 roku Uppsala miała administracyjny status miasta.
Od 1164 roku Uppsala stanowi centrum kościelne Szwecji. Jest siedzibą arcybiskupa Uppsali, zwierzchnika ewangelicko-luterańskiego Kościoła Szwecji oraz biskupa i władz diecezjalnych diecezji Uppsali. Założony w 1477 roku Uniwersytet w Uppsali jest najstarszą uczelnią w Skandynawii. 
Czwarte pod względem zaludnienia, po Sztokholmie, Göteborgu i Malmö, miasto Szwecji. W 2020 roku Uppsala liczyła 166 698 mieszkańców.

## Położenie
Uppsala leży 70 km na północ od Sztokholmu i około 35 km na północ od lotniska Arlanda. Miasto leży na obu brzegach rzeki Fyrisån, około 8 km w górę od jej ujścia do Ekoln, zatoki jeziora Melar (szw. Mälaren), poniżej, a częściowo w ramach pasma wzgórz Uppsalaåsen. Od wschodu do miasta przylega droga E4.

## Historia
W czasach przedhistorycznych obecna Gamla Uppsala (stara Uppsala), znajdująca się na północ od Uppsali, była siedzibą królów, a także centrum kultu pogańskiego z ogromną świątynią w Uppsali. Dlatego właśnie tutaj ustanowiono pierwsze szwedzkie arcybiskupstwo. W dalszych latach, w związku ze zmianą biegu pławnych wód, miasto stopniowo przeniosło się na obecne miejsce.
Katedra w Uppsali zbudowana w stylu gotyckim jest, ze swoimi wieżami sięgającymi 118,7 m, największą budowlą sakralną w Skandynawii. Jest ona miejscem koronacji i spoczynku królów szwedzkich. W tej świątyni pochowana jest m.in. królewna Polska i królowa Szwecji Katarzyna Jagiellonka, żona króla Szwecji Jana III Wazy, matka Zygmunta III Wazy. Nad jej nagrobkiem znajduje się herb Rzeczypospolitej, a na ścianie powyżej znajduje się fresk wyobrażający Kraków. W katedrze tej znajdują się dwa ogromne dzwony zrabowane przez Szwedów w 1703 z Polski (z Torunia) podczas wojny północnej, jeden z nich jest obecnie największym dzwonem w Szwecji (odlany w 1601 r.) - tzw. Thornan.
W Uppsali znajduje się założony w roku 1477 najstarszy uniwersytet w całej Skandynawii. W mieście przez wiele lat żył Karol Linneusz – w dzisiejszych czasach wciąż można zwiedzać jego dom i ogród. W Uppsali znajduje się też XVI-wieczny zamek królewski. Miasto było poważnie zniszczone w pożarze z roku 1702. Pamiątki historyczne i kulturalne zostały utracone również, podobnie jak w wielu innych szwedzkich miastach, w wyniku wyburzeń jakich dokonano w latach 60. i 70. XX wieku. Mimo braku zrozumienia w tych czasach dla wartości starszych budynków, wciąż w mieście pozostało wiele historycznych budowli, szczególnie w zachodniej części miasta.

## Demografia
Uppsala jest czwartym co do wielkości miastem w Szwecji i siódmym co do gęstości zaludnienia (2015). Powierzchnia miasta (miejscowości, szw. tätort) według SBC Statistiska centralbyrån wynosiła 4767 ha w 2005 roku (gęstość zaludnienia – 3201 mk./km²), a 4877 ha w 2010 roku (3412 mk./km²).
Liczba ludności tätortu Uppsala w latach 1960–2015:

## Polityka
Historycznie Uppsala stanowi centrum konserwatyzmu i liberalizmu, czerpiących swoje ideologiczne podłoże z ruchu umysłowego na Uniwersytecie. 
W latach 2002–2006 miasto było rządzone przez socjaldemokratów, Partię Lewicy i Zielonych.
Po wyborach w 2006 r. rządziła miastem koalicja składająca się z czterech partii: konserwatywnej Umiarkowanej Partii Koalicyjnej (szw. Moderata Samlingspartiet), Ludowej Partii Liberałów (szw. Folkpartiet Liberalerna), Partii Centrum (szw. Centerpartiet) i Chrześcijańskiej Demokracji (szw. Kristdemokraterna).
W bieżącej kadencji od 2014 miastem rządzi koalicja socjaldemokratów, Zielonych i Partii Lewicy.

## Gospodarka
Obecnie Uppsala ma wysoką pozycję w badaniach medycznych i pełni wiodącą rolę w przemyśle biotechnologicznym. Ponadto w mieście rozwinął się przemysł poligraficzny, spożywczy, maszynowy, środków transportu, ceramiczny oraz odzieżowy.

## Edukacja
- Uniwersytet w Uppsali – najstarszy w Skandynawii
- Szwedzki Uniwersytet Rolniczy

## Herb
Najstarszy ślad stosowania przez Uppsalę postaci lwa w herbie pochodzi z roku 1737, kiedy to użyto jej na pieczęciach miasta. Wzór widoczny na stronie pochodzi z roku 1943, obecnie jest używany obraz o bardziej syntetycznej postaci, oficjalnie nadany w roku 1986.

## Interesujące miejsca
- Katedra w Uppsali
- Uniwersytet w Uppsali
- Muzeum Gustavianum

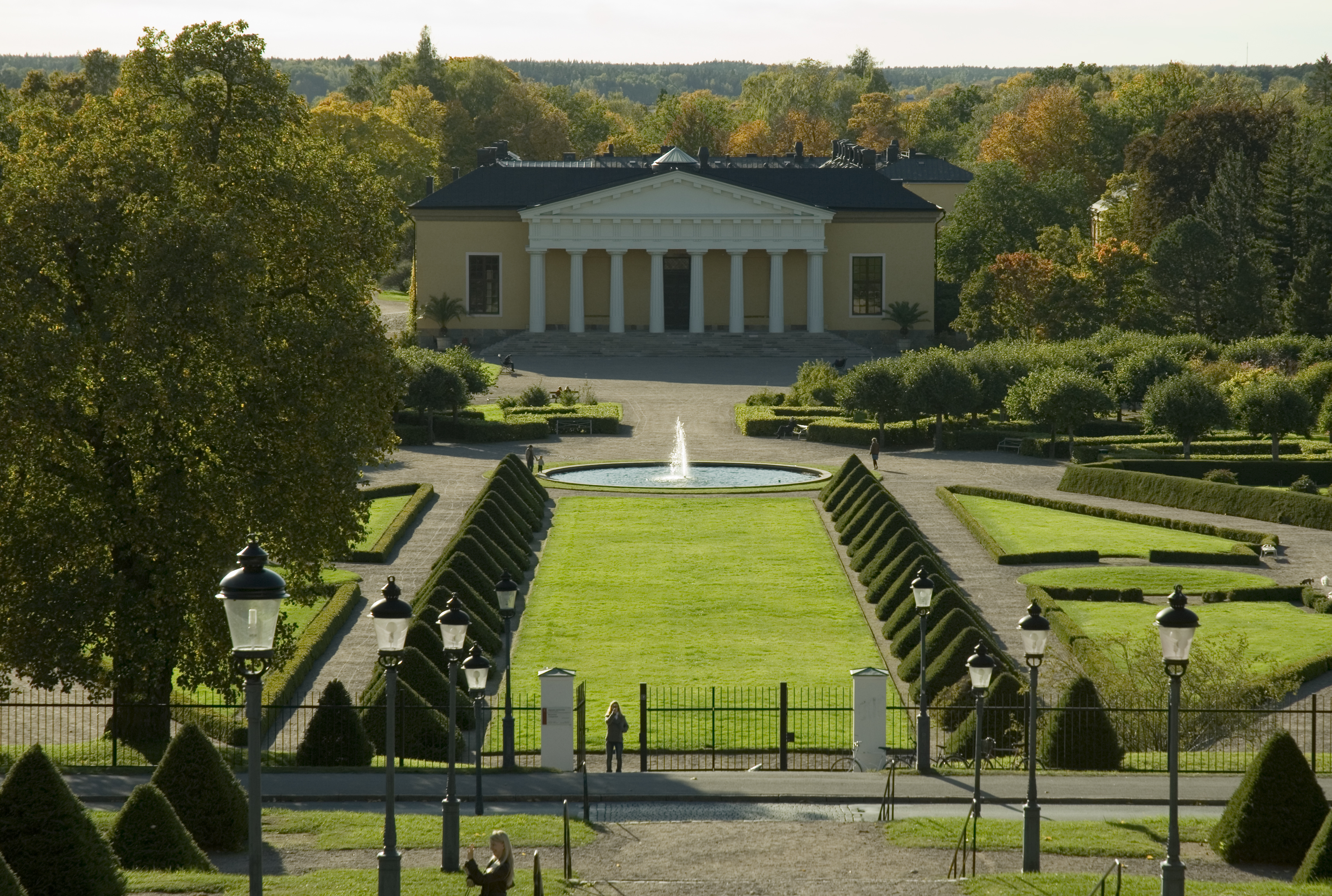
Ogród botaniczny w Uppsali

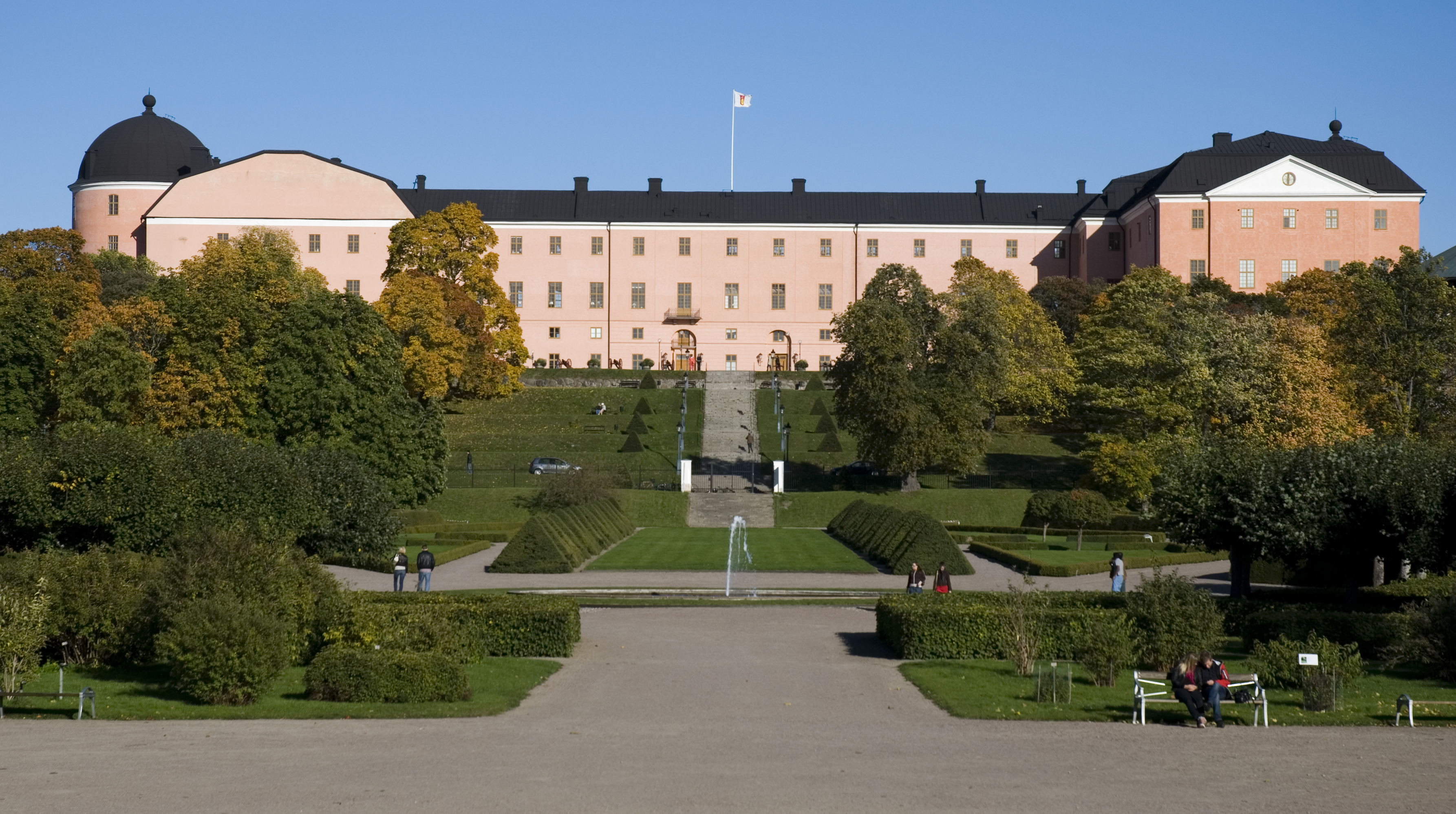
Zamek w Uppsali

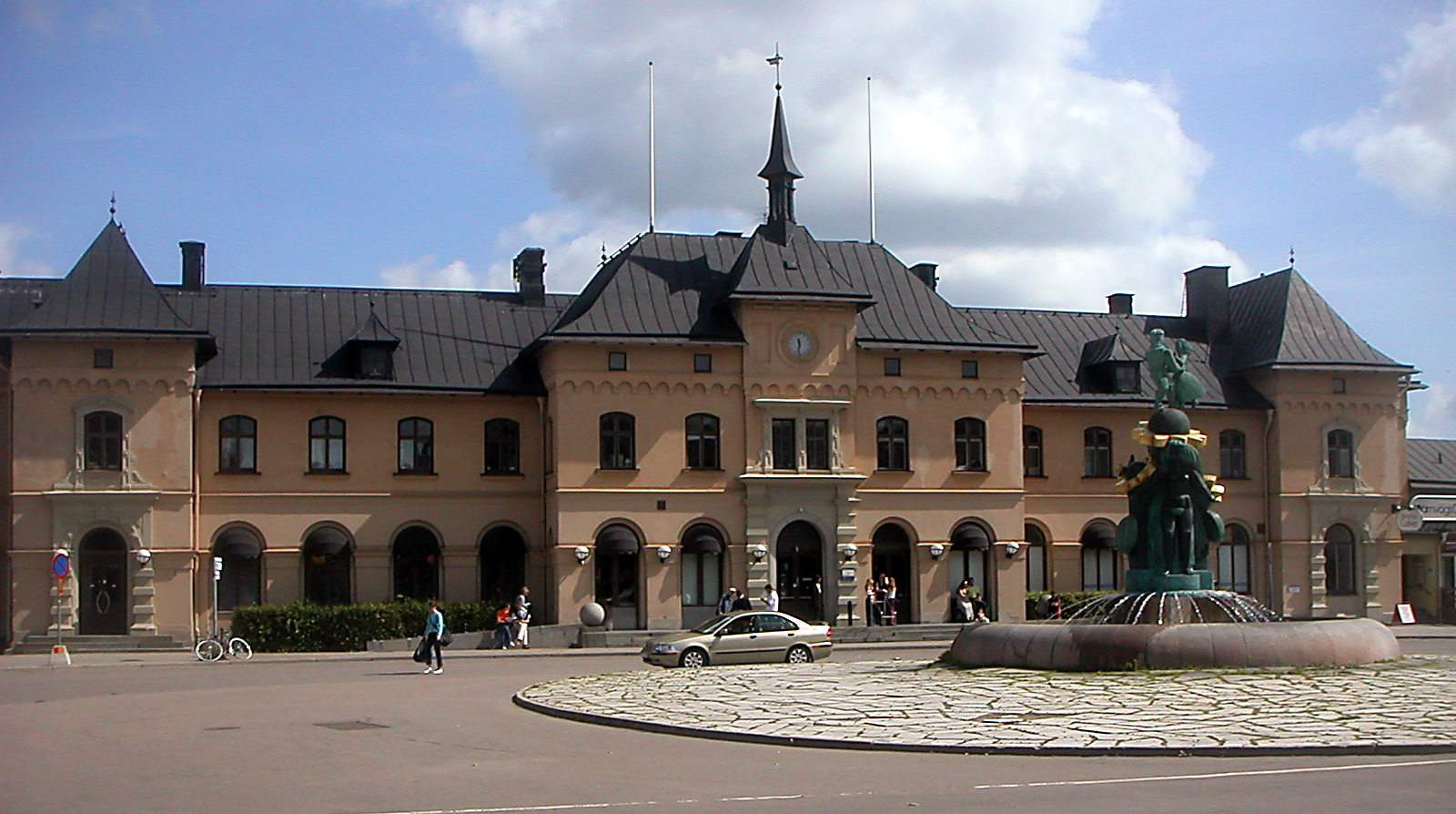
Budynek dworca głównego i rzeźba Brora Hjortha Näckens polska

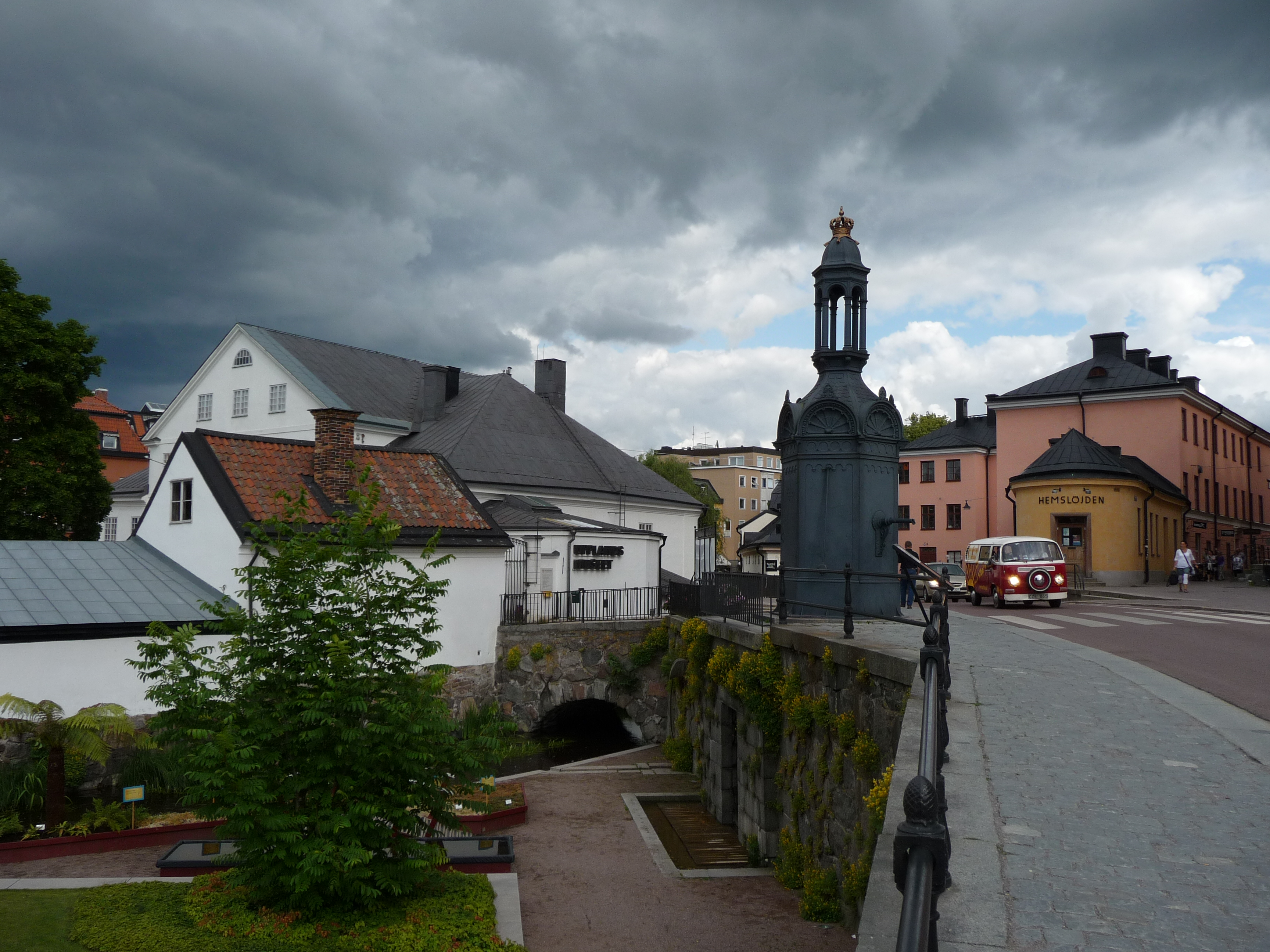
Muzeum Upplandu

- Zamek królewski – wewnątrz m.in. muzeum sztuki
- Ogród botaniczny
- Ogród Linneusza (szw. Linnéträdgården) – rekonstrukcja XVIII-wiecznego ogrodu botanicznego
- Muzeum Linneusza w domu, w którym mieszkał
- Muzeum przyrodnicze Biotopia
- Park Uniwersytecki z kamieniami runicznymi
- Muzeum Ewolucji
- Muzeum Upplandu
- Muzeum historii medycyny
- Dom Filonka Bezogonka (szw. Pelle Svanslös Hus) – muzeum bohatera serii książek dla dzieci (zlikwidowane w 2013)[11]
- Dom Brora Hjortha – muzeum poświęcone twórczości szwedzkiego artysty
- Muzeum Pokoju (szw. Fredsmuseum) – wystawy dotyczące wojny i pokoju
- kolej muzealna Museijärnvägen Lennakatten

## Sport
- Almtuna IS – klub hokeja na lodzie

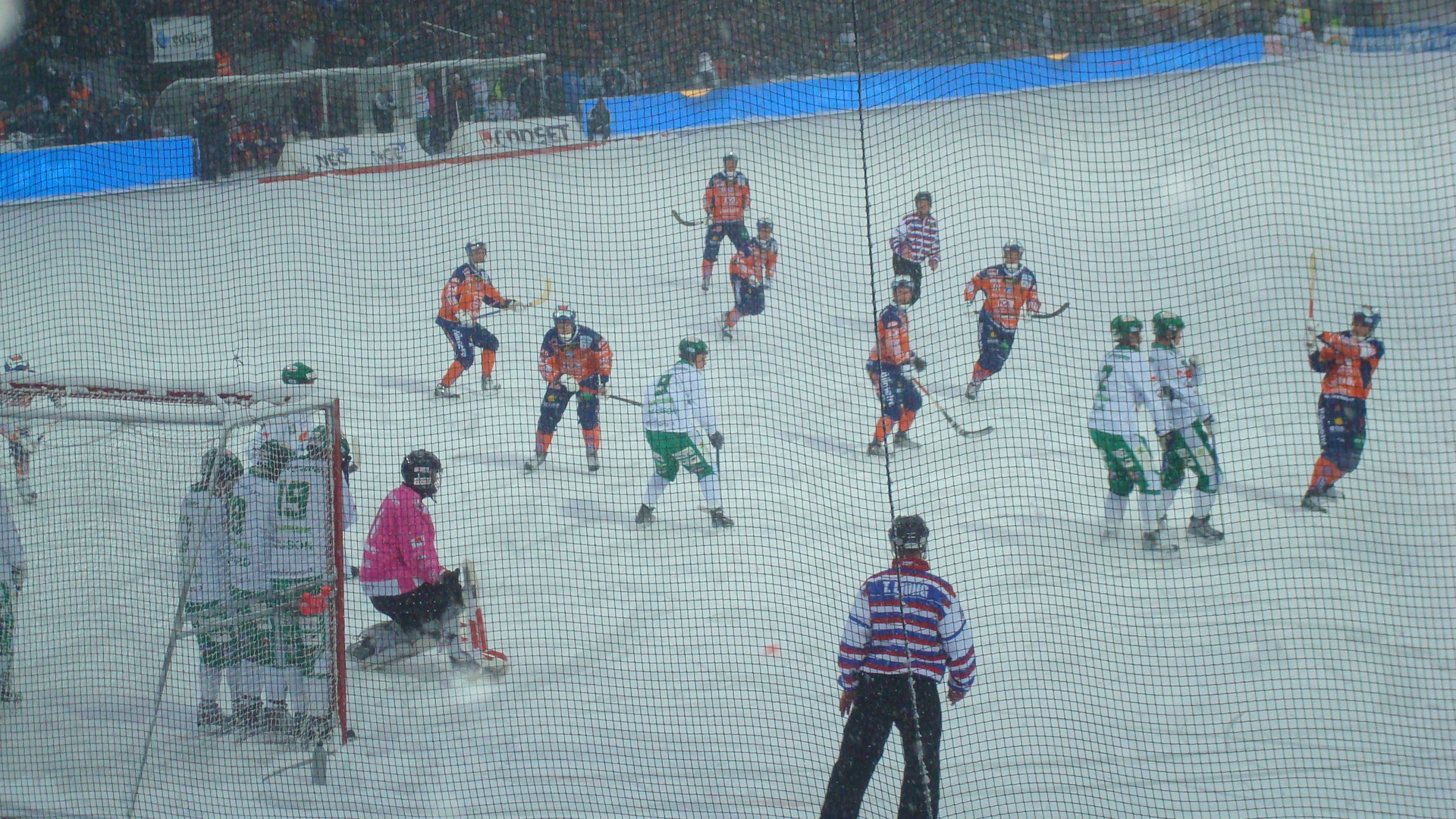
Bandy (Studenternas IP)

- Storvreta IBK – klub unihokeja